# Idyla

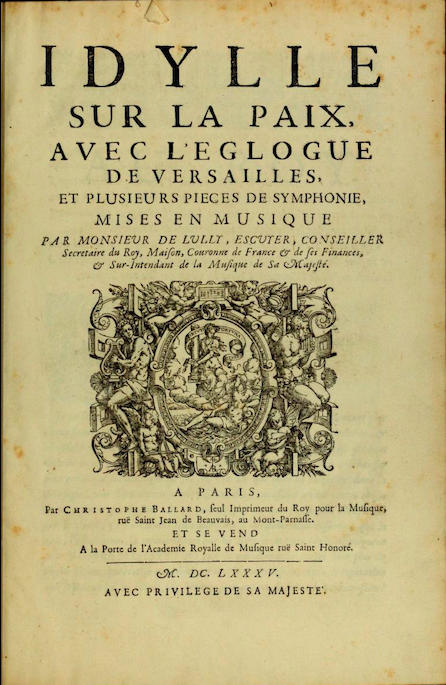
Idylle sur la paix (Idyla míru, Jean-Baptiste Lully, 1685)

Idyla (z řeckého εἰδύλλιον, eidullion, česky krátká báseň) je báseň, založená na ději z venkovského prostředí, psaná ve stylu Theokritových krátkých pastorálních básní, nazývaných Idyly.

## V umění
Termín idyla je používán v hudbě pro témata obecně představující venkovský život, např. Forest Idylls (Lesní Idyly) od Edwarda MacDowella. Jedná se také o druh francouzské dvorské zábavy (divertissement) v období baroka, kde byla pastorální báseň zhudebněna a doplněna baletem, např. Lullyho Idylle sur la paix (Idyla míru) složená na Racinův text, nebo Desmartsova Idylle sur la naissance du duc de Bourgogne (Idyla k narození vévody Burgundského) složená na text Antoinette de la Garde Deshoulières.
Ve výtvarném umění znamená idyla zobrazení určitého předmětu či osob ve venkovském prostředí; toto téma se často vyskytuje v idylické poezii, např. Très Riches Heures du Duc de Berry (Přebohaté hodinky vévody z Berry)

## Posun významu
V současné češtině má výraz idyla a odvozené adjektivum idylický posunutý význam vyjadřující (venkovský) klid, harmonii, ticho, malebnou krajinu apod. (často se vyskytuje pleonasmus „venkovská idyla“). Toto nereálně romantizující vnímání venkova dalo vzniknout i slovesu „idylizovat“ (přikrášlovat, vnímat něco nereálně optimisticky), snad pod vlivem formálně podobného slova idealizovat.